# Tiago Ferreira (calciatore 1993)
Tiago Emanuel Canelas Almeida Ferreira, noto semplicemente come Tiago Ferreira (Porto, 10 luglio 1993), è un calciatore portoghese, difensore del Paços Ferreira.

## Caratteristiche tecniche
È un difensore centrale.

## Palmarès

### Club

#### Competizioni nazionali
- Coppa di Romania: 1

Universitatea Craiova: 2017-2018